# 異度神劍2 黃金之國伊拉
《異度神劍2 黃金之國伊拉》是2017年動作角色扮演遊戲《異度神劍2》的資料片，由Monolith Soft開發，2018年9月於任天堂Switch平台發行。本作資料片設有獨立發行實體遊戲卡帶 (盒裝附有原作專用其他追加內容)。
《異度神劍2 黃金之國伊拉》是《異度神劍2》的資料片，加入了新的戰鬥系統。《異度神劍2 黃金之國伊拉》獲得好評。

## 开发
2015年，《異度神劍2 黃金之國伊拉》是《異度神劍2》最初原型中潜在的候选故事之一。据系列创造者高桥哲哉说，Monolith Soft 很快决定不向任天堂展示这款游戏原型，因为这会显著增加游戏的预算和开发时间。他们搁置了这一概念，并将其存储在高桥的计算机硬盘上。后来，他们又回来复活了这个剧本，将其作为游戏的资料片。除此之外，这个故事原本计划安排在游戏本篇故事的第七章和第八章之间，但是制作组决定把它们分开以扩展故事的篇幅。《黃金之國伊拉》拥有一个新的渲染引擎，与游戏本篇相比，图形效果略有提高。高桥哲哉特别指出了两个游戏之间古拉地区的区别。2018年9月14日，作为游戏Expansion Pass（擴充票）的一部分，以数字形式发布，9月21日开始实体零售。

### 音乐
光田康典和其他作曲家回归担任作曲，为 DLC 创作了十一首新歌。据高桥说，编曲人故意使用声学乐器来配合故事中更阴郁和成熟的基调。Jen Bird也回归演唱了片尾曲「A Moment of Eternity」（永恒的时刻）。数字原声带于2018年12月14日发行。

## 外部連結
- 官方网站